# Storås, Norge
Storås är en tätort i Orklands kommun i Trøndelag fylke i Norge. Orten ligger vid älven Orkla, där fylkesväg 65 och fylkesväg 701 möts.
Orten tillhörde tidigare dåvarande Meldals kommun.